# Polly Billington
Polly Billington est une personnalité politique britannique.

## Biographie

### Éducation
Polly Billington fait ses études à l'Ursuline High School, à Wimbledon, et à l'université du Sussex, avant de passer un diplôme de troisième cycle en journalisme de radiodiffusion au département du journalisme, des médias et de la communication de l'université de Central Lancashire en 1993.

### Carrière professionnelle
Elle est journaliste à la BBC pour le programme Today, News 24, le "Politics Show", Newsbeat et sur Radio 1 en tant que première journaliste politique dédiée à Newsbeat.
Elle est responsable de la communication et des campagnes chez Citizens Advice de janvier 2013 à janvier 2015, coordonnant des campagnes sur l'énergie, la protection sociale et les prêts sur salaire, avant de démissionner pour se battre dans la circonscription très marginale de Thurrock lors des élections générales.

### Politique
En 2024, elle est élue députée.